# Squamipalpis atriluna
Squamipalpis atriluna är en fjärilsart som beskrevs av Turner. Squamipalpis atriluna ingår i släktet Squamipalpis och familjen nattflyn. Inga underarter finns listade i Catalogue of Life.